# Камень-Поморски
Камень-Поморски (пол. Kamień Pomorski, нем. Cammin) — город в Польше, входит в Западно-Поморское воеводство, Каменьский повят. Имеет статус городско-сельской гмины. Занимает площадь 10,75 км². Население — 9144 человека (на 2013 год).

## История
C 1176 г. Камень служил церковной столицей Померании и резиденцией местного епископа. Время от времени сюда переносили резиденцию и герцоги династии Грейфов (это их первая известная столица). В 1274 г. наделён любекским правом. По результатам Тридцатилетней войны вошёл в состав Шведской Померании, но через 30 лет перешёл к Гогенцоллернам. С тех пор оставался в составе Пруссии (и Германии) до конца Второй мировой войны. Решением Потсдамской конференции передан Польше, после чего немецкое население было изгнано, а его место заняли приезжие поляки.

## Галерея

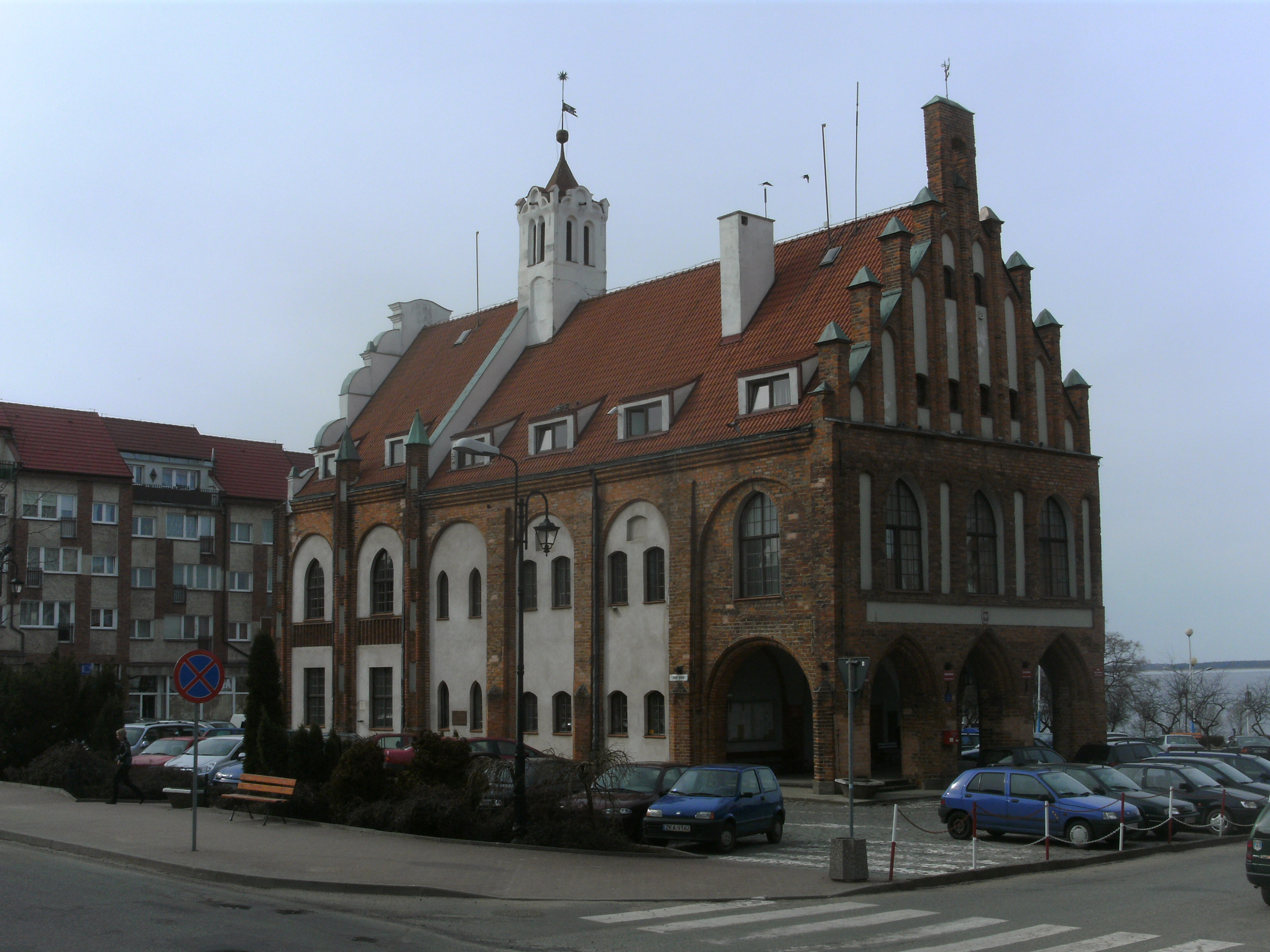
Ратуша (основана в 1350 году)
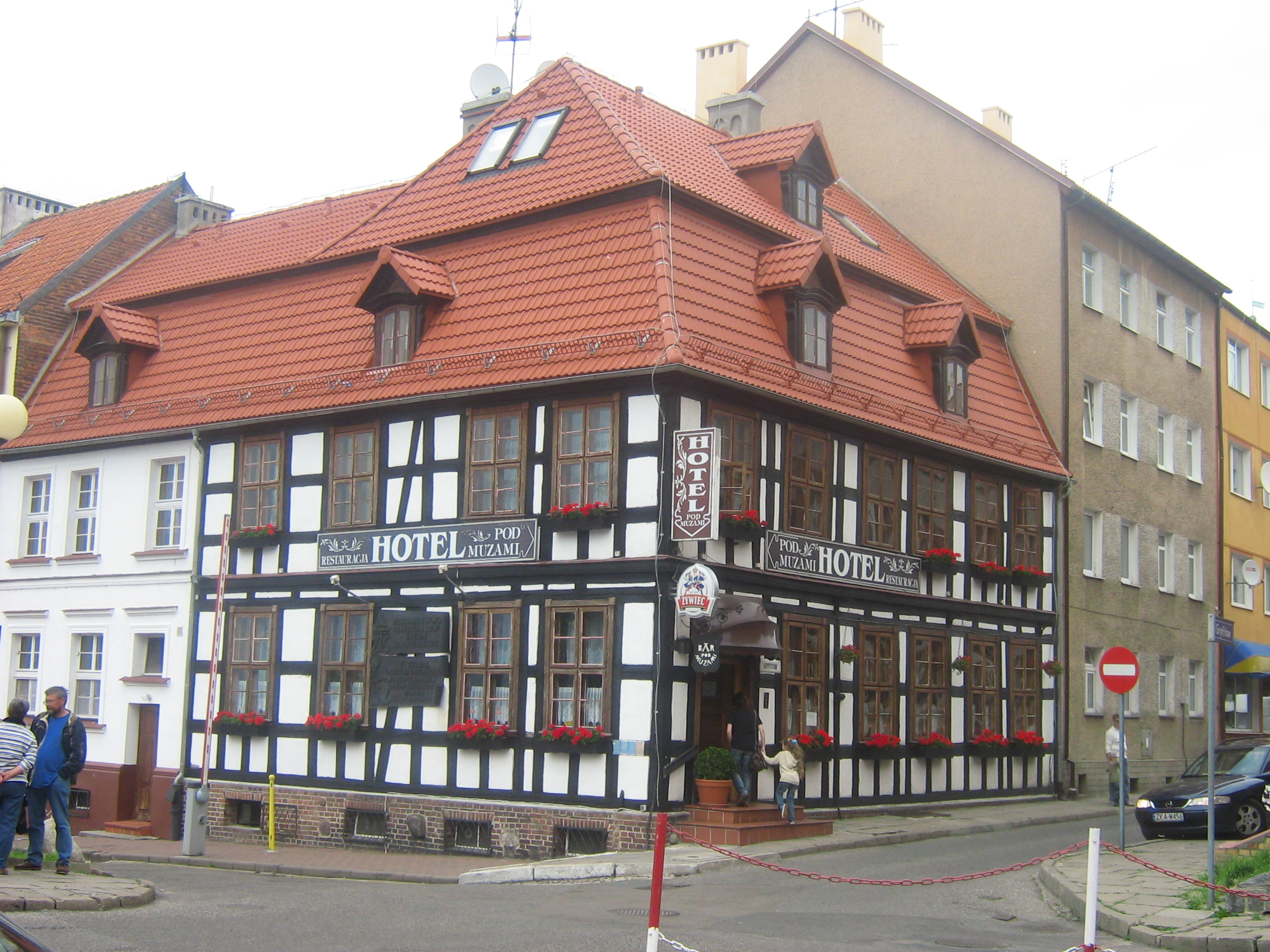
Фахверковый дом на рыночной площади
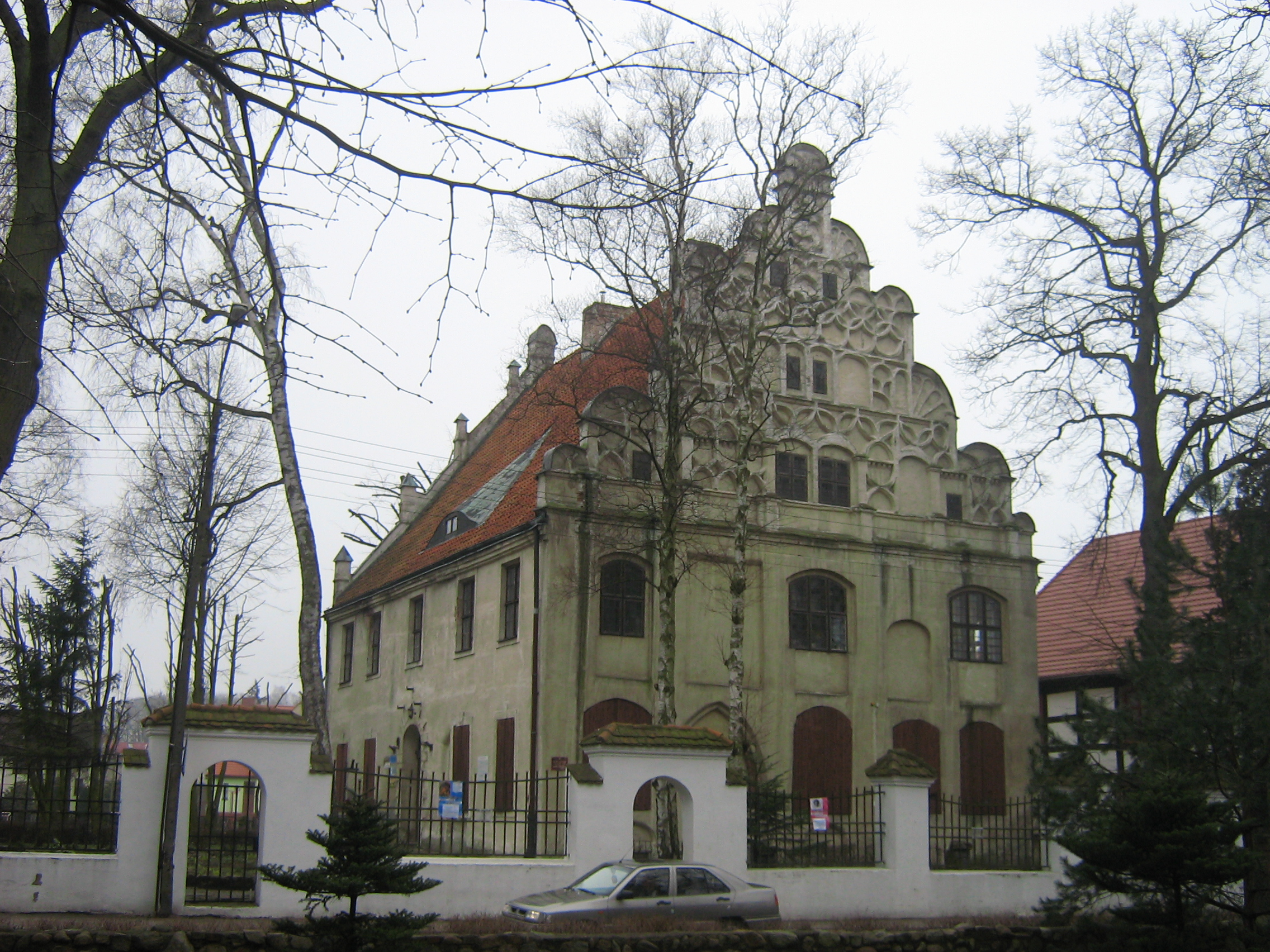
Дом епископа, построенный в 1300 году
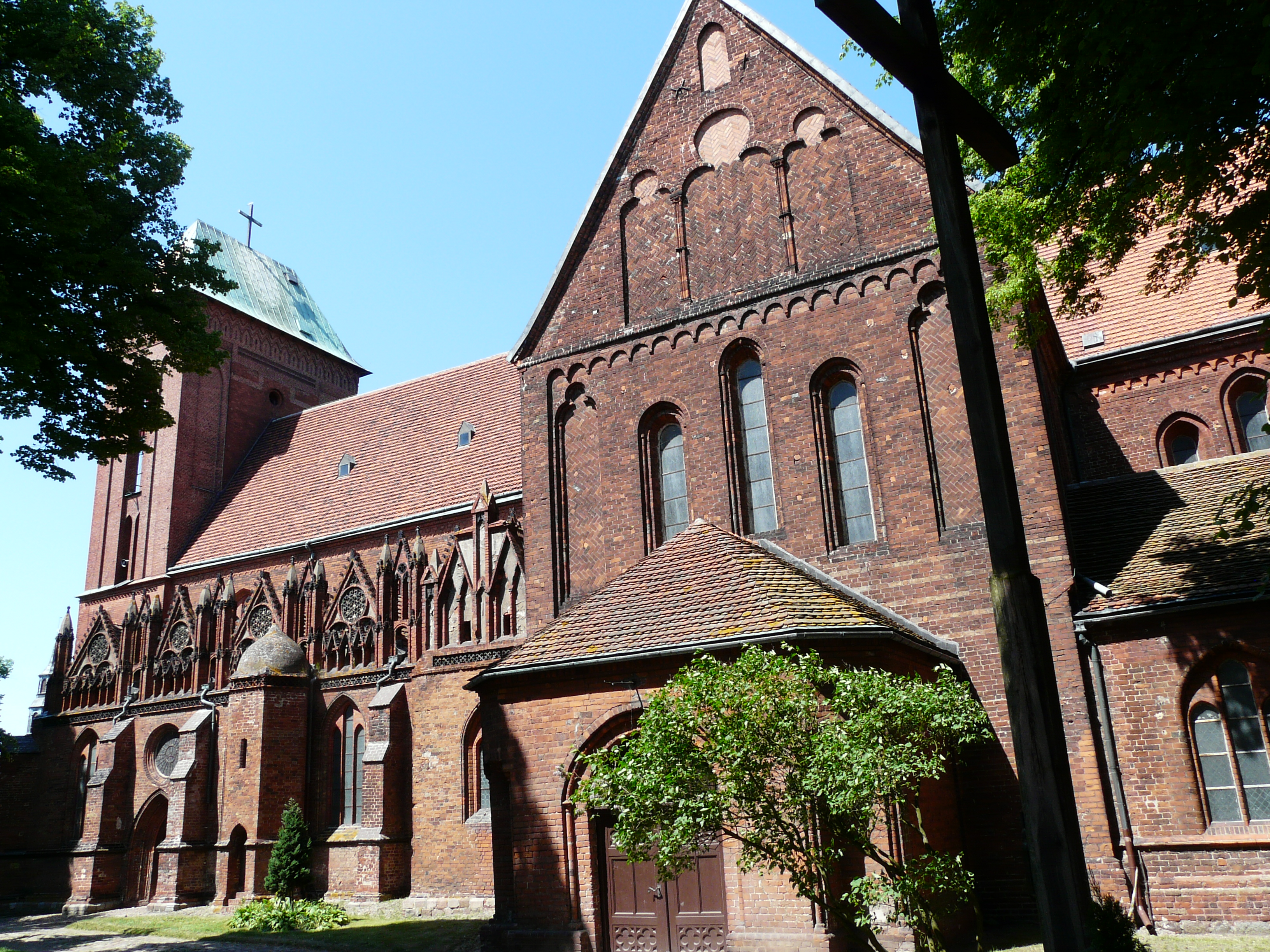
Собор Св. Иоанна
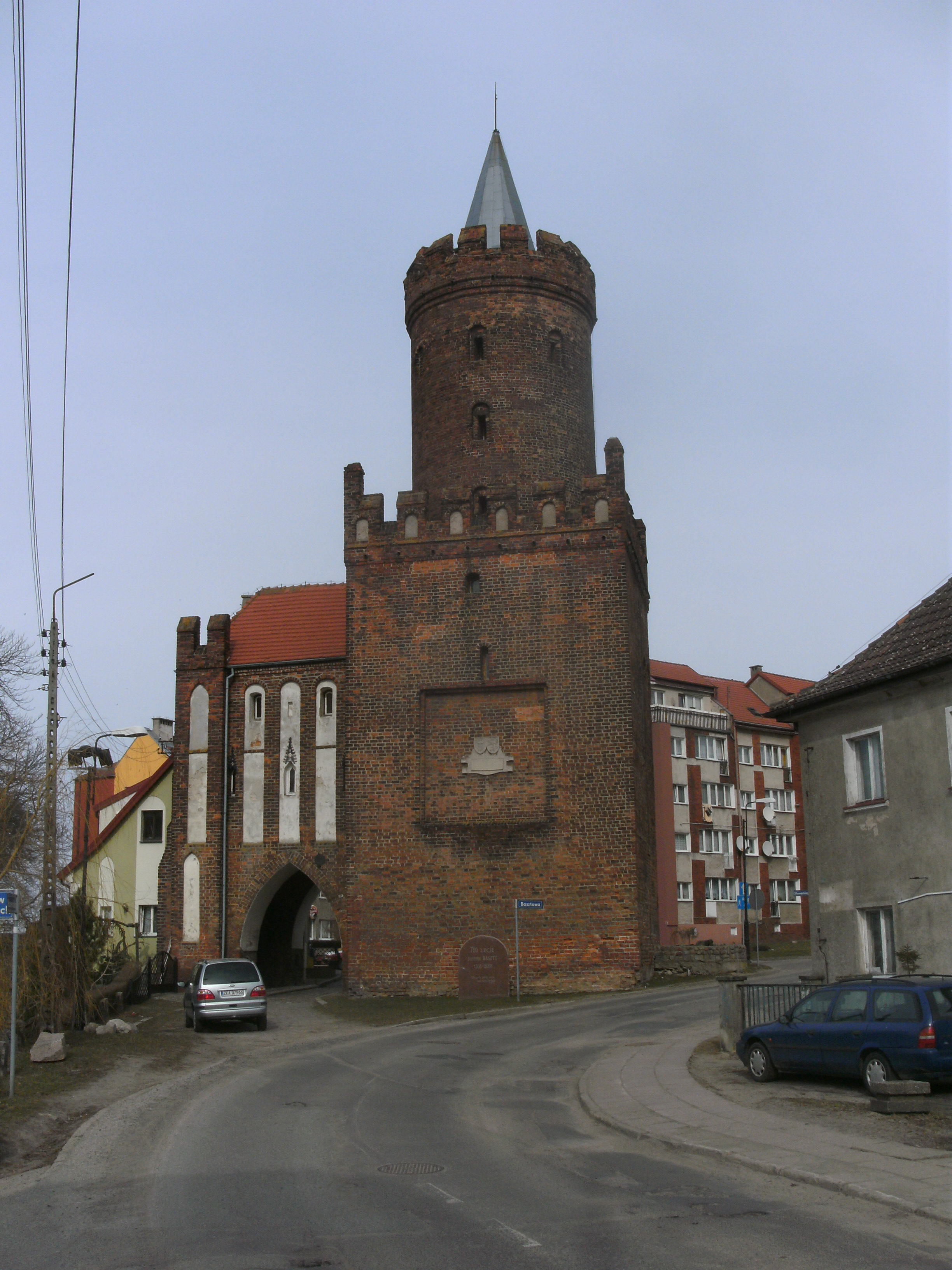
Бывшие городские ворота, сейчас музей